# Cretoelaterium
Cretoelaterium là một chi bọ cánh cứng trong họ 
Elateridae.
Chi này được miêu tả khoa học năm 2008 bởi Alexeev.

## Các loài
Chi này có các loài:
- Cretoelaterium kazanovense Alexeev, 2008